# Bürgschaftskette
Bei einer Bürgschaftskette haftet für den Bürgen, der für die Erfüllung einer Verbindlichkeit einsteht, wiederum ein weiterer Bürge. Das Institut hat nur noch im internationalen Handel praktische Bedeutung.

## Internationaler Handel
Im internationalen Handel bestehen als „Bürgschaftsketten“ bezeichnete mehrseitige Zahlungsgarantien, zum Beispiel für Zollverbindlichkeiten. Beim Carnet ATA der Internationalen Handelskammer, das die nur vorübergehende Einfuhr von Waren unter Vermeidung eines Verzollungsverfahrens ermöglicht, besteht die Garantiekette aus einem Netzwerk von Handelskammern und ähnlichen Organisationen.